# Cimetière juif monumental de Florence
Le cimetière juif monumental de Florence se dresse sur l'actuelle Viale Ariosto, juste à l'extérieur des anciens murs Renaissance, car il n'était alors pas permis à enterrer les Juifs dans la ville. Il est ouvert une fois par mois, le dernier dimanche, avec deux visites guidées le matin.

## Histoire
Le cimetière a été construit en 1777 à l'extérieur de la porte San Frediano et est resté en activité jusqu'en 1870, date à laquelle un nouveau a été ouvert via di Caciolle, dans le quartier de Rifredi.
L'endroit présente un intérêt historique et artistique pour les tombes (les plus anciennes remontent au XVIIIe siècle), et est entouré de constructions à plusieurs étages qui affectent son charme décadent et romantique. Comme on peut le voir, aucune tombe ne porte l'image du défunt, selon la coutume juive .

## Chapelles monumentales

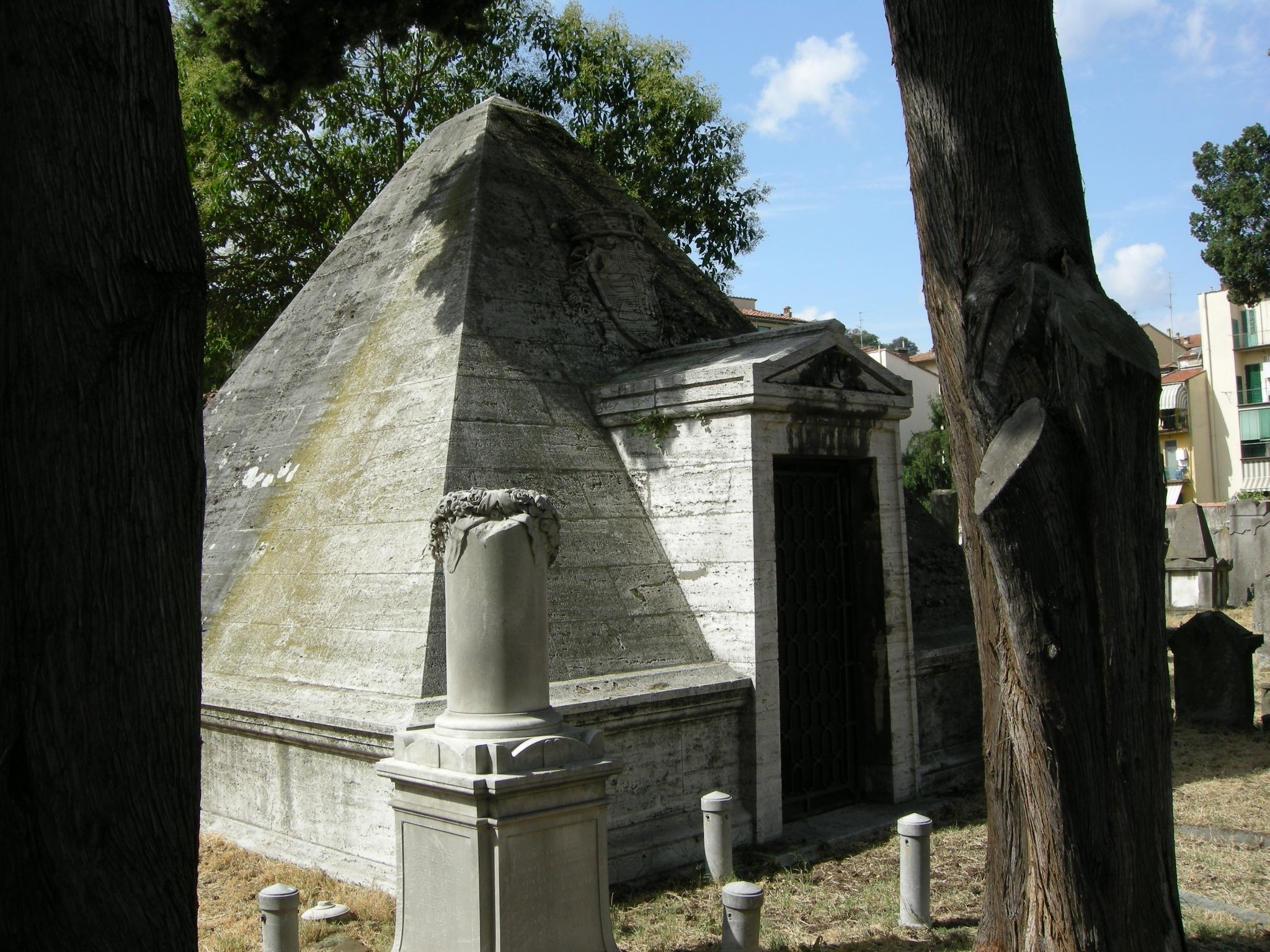
La pyramide

La culture juive, conformément à un enseignement biblique strict, n'apprécie pas l'idée d'opulence et de richesse, de sorte que les tombes monumentales sont généralement très rares. Dans ce cimetière, il n'y en a que trois, alignées le long de l'avenue centrale avec des cyprès et datant de la période après l'unification de l'Italie, lorsque le Royaume a été excommunié par le pape Pie IX et que les minorités religieuses ont pu jouir d'un climat tolérant.
Le premier, de la famille Levi, a une forme pyramidale rappelant les tombes égyptiennes, avec des références à la tradition symbolique des Lumières françaises : le triangle vu comme une figure parfaite qui implique la perfection. La pyramide est placée sur une haute base, faite de blocs de pierre carrés et éclairée à l'intérieur par un petit œil sur le côté sud, ainsi que par le portail d'entrée. Ce dernier est couronné d'un fronton triangulaire.
La deuxième chapelle, située à côté de la pyramide, est plus petite et également inspirée du style néo-égyptien. Appartenant à la famille Servadio, elle fut exécutée vers 1875. Elle a des colonnes et à l'intérieur le symbole sculpté du soleil ailé; une couronne est sculptée sur le sarcophage ci-dessous. Le blason est sur la base. Aujourd'hui, l'extérieur de la chapelle est largement caché par la végétation.
La troisième chapelle, appartenant à la famille Franchetti, a probablement été conçue par l'architecte Marco Treves, également responsable de la synagogue de Florence et du réaménagement du petit bâtiment à l'entrée. C'est un sanctuaire voûté en berceau, avec des tuiles en écailles de poisson à l'extérieur. Les murs sont ouverts et ponctués de piliers, avec une corniche et un fronton voûté, le tout finement décoré.

## Autres tombes
Il existe de nombreux types et tailles de tombes, des sarcophages aux cippes, des simples pierres tombales aux colonnes brisées. Les sarcophages plus élaborés sont élevés par des pieds de lion et soutenus par d'autres structures, avec des rideaux à franges sculptées, couronnes, guirlandes, etc., ou linéaires, sans décorations.
Deux tombes de temple à colonnes se détachent, rappelant les œuvres quelque peu rhétoriques du XIXe siècle, telles que les décors théâtraux. L'une date de 1846 et a été sculptée par Aronne Sanguinetti pour Chiara Rafael : elle présente des colonnes doriques, des frontons et des acrotères.
Les épitaphes sont généralement écrites en hébreu et en italien.

## Galerie d'images

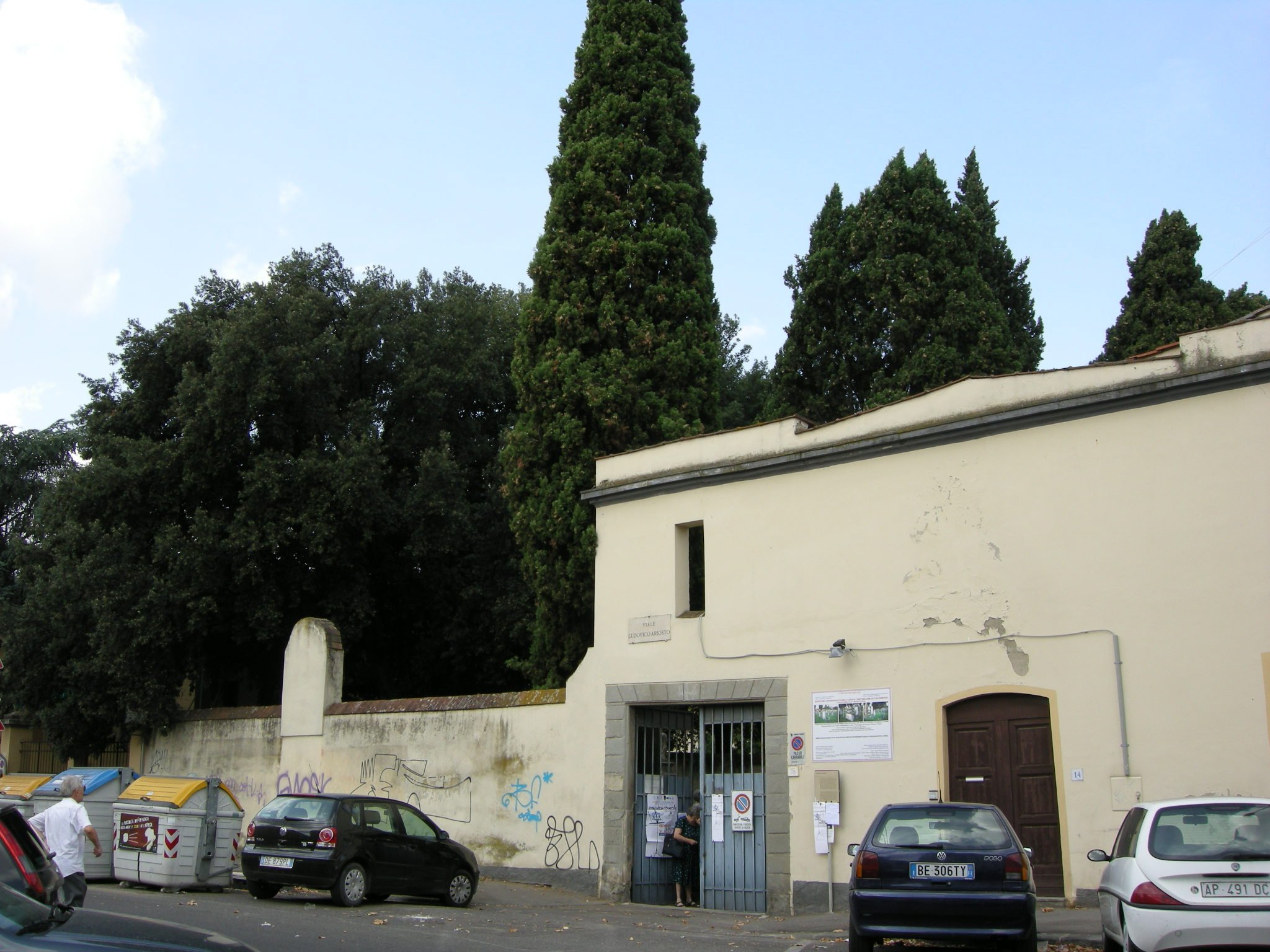
Entrée
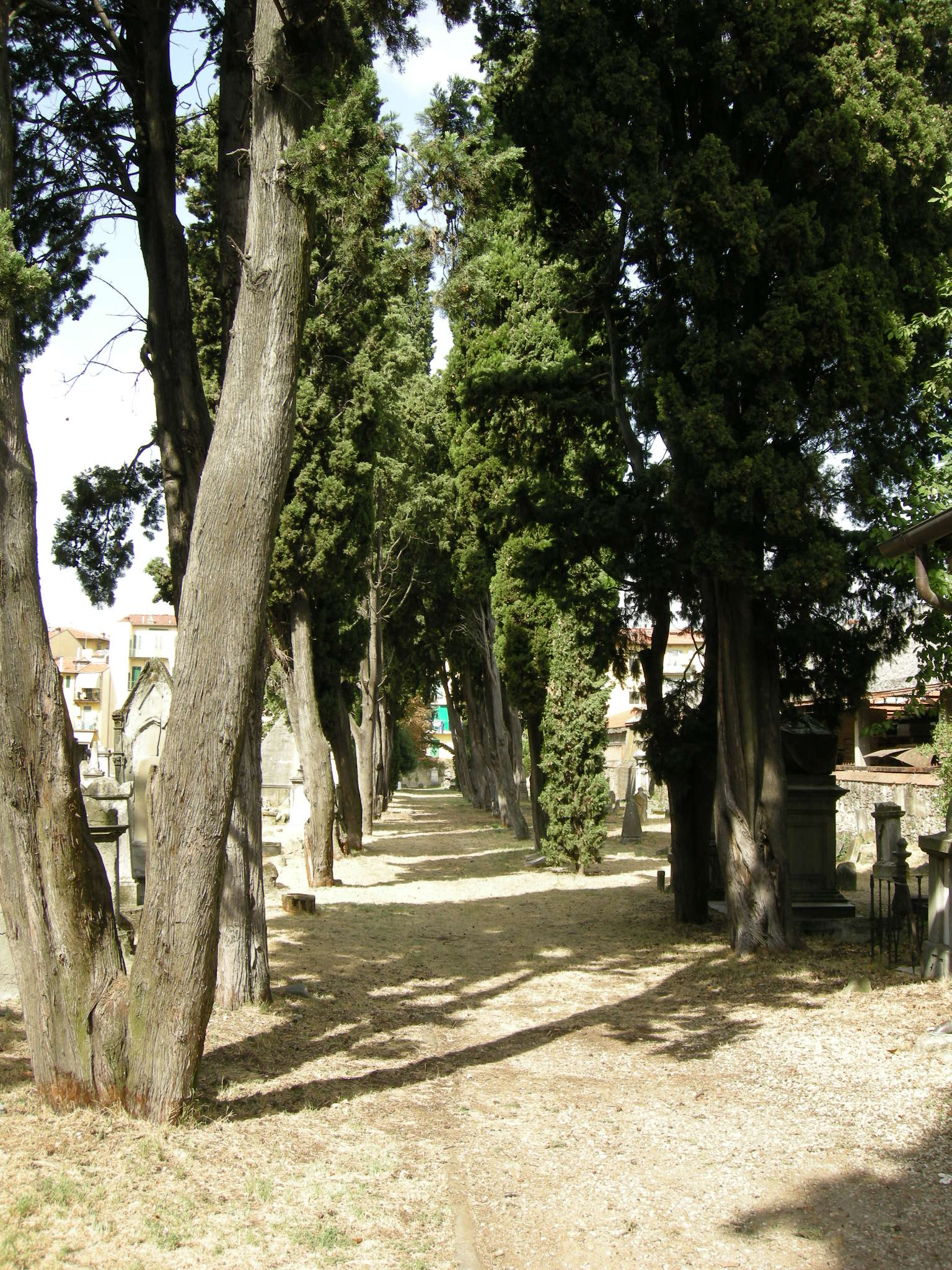
Avenue des cyprès
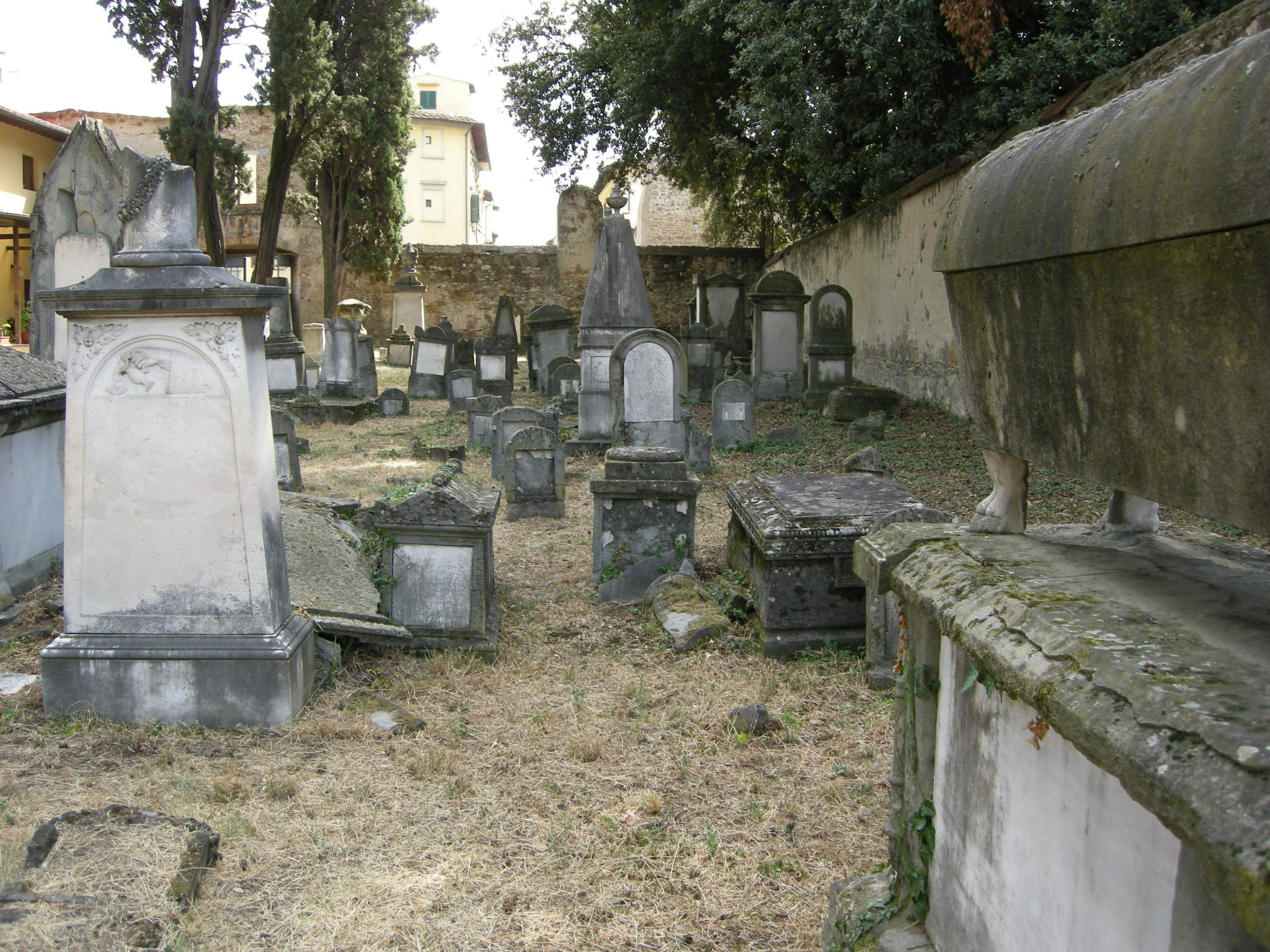
Tombes du XVIIIe siècle
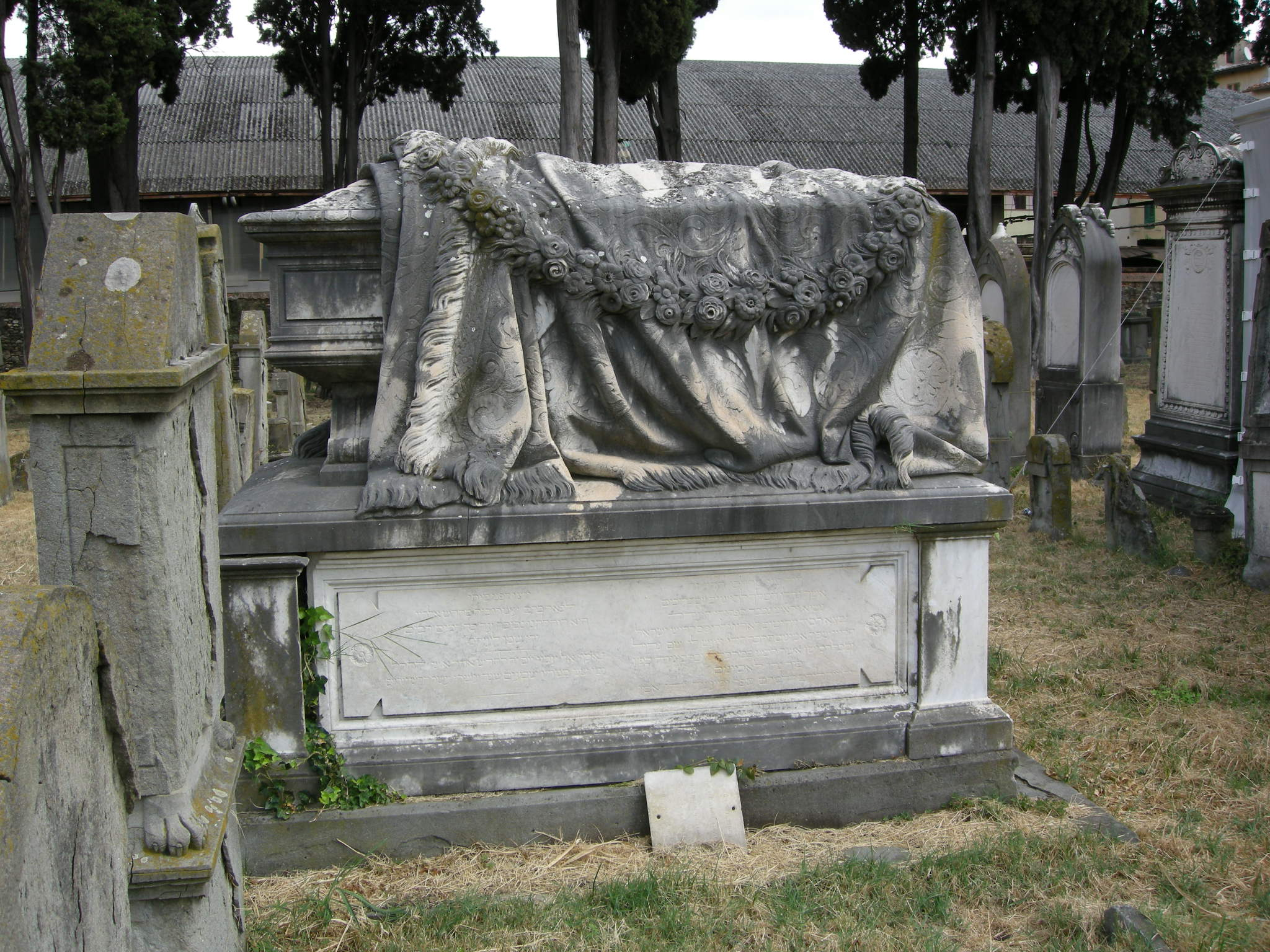
Sarcophage avec drap